# Kamnefec
A kamnefec (כַּמְנֶפֶ״ץ) a héber nyelv egyik betűcsoportja, az úgynevezett végbetűk. Öt betű tartozik ide: a k, m, n, p, c, melyek a szó végén eltérő formát vesznek fel, mint szó elején vagy szó közben.

## Elnevezés
A kamnefec névnek nincs jelentése, a betűk összeolvasásából adódó mozaikszó. A betűcsoport másik héber megnevezése a kimenappéc כִּמְנַפֵּץ, ennek jelentése mint (egy) kovács.
Az egyes végbetűk elnevezése a héber nyelvtanban a סוֹפִית szofit vég(ső/ző), utolsó szóval történik, tehát mem-szofit, nún-szofit, stb.

## Betűformák
| Elhelyezkedés        | Betűformák | Betűformák | Betűformák | Betűformák | Betűformák |
| -------------------- | ---------- | ---------- | ---------- | ---------- | ---------- |
| Elhelyezkedés        | k / ch     | m          | n          | p / f      | c          |
| szó elején és közben | כ / כּ      | מ          | נ          | פ / פּ      | צ          |
| szó végén            | ך, ךְ (ךּ)   | ם          | ן          | ף / ףּ, ףְּ   | ץ          |

A végbetűk formája könnyen levezethető az alapbetűkből: négy esetben a betű szára lefelé kinyílik, a memnél pedig ellenkezőleg, az addig nyitott talprész "kockává" zárul.
- Pontozott szövegben a vég-kaf (ך) svával jelenik meg: ךְ, megkülönböztetendő a vég-núntól (ן). A svá ilyenkor néma, nem ejtjük.
- A kaf (כּ) végformája minden esetben vég-chaf (ך ךְ) Ritkán előforduló szóvégi pontozott formája egyben kettőzött is: ךָּ -kká - אַרְאֶךָּ ar`ekká meg fogom mutatni neked (√ראה ráá látni).
- Vég-pe (ףּ) csak egyetlen esetben fordul elő a Bibliában: אַל־תּוֹסְףְּ עַל־דְּבָרָיו al-tószp al-deváráv ne tégy az ő beszédeihez (Péld 30:6; √יסף ysp). A pe alatti svá itt is néma.